# Дору Давидович
Дору Давидович (на румънски: Doru Davidovici) е румънски военен летец, писател и уфолог от еврейски произход.
Израства в родината си. Възпитан в комунистически дух, като дете той не се интересува от НЛО. След това обаче започва да се рови и да търси литература по темата, но много трудно открива, защото това е табу в комунистическа държава. Пише книги, които обаче са четени след смъртта му поради режима, който ги забранява като опасни.
Загива в самолетна катастрофа по време на учение със своя самолет.